# Giuseppe Grassonelli
Giuseppe Grassonelli (Porto Empedocle, 8 marzo 1965) è un mafioso italiano ed ergastolano; fu un sicario della stidda di Porto Empedocle.

## Biografia
Soprannominato Malerba per il suo carattere da bullo, si caccia giovanissimo nei guai. Per evitare l'arresto per piccoli furti viene mandato dalla famiglia presso parenti in Germania. Torna in Sicilia per il servizio militare. Il 21 settembre del 1986, ventunenne, appena congedato dal servizio militare, assiste alla strage della sua famiglia: mentre il nonno e gli zii sono seduti fuori il Bar Albanese nella piazza centrale di Porto Empedocle, un commando legato al Clan dei Corleonesi entra in azione lasciando sul selciato tre morti, tra cui l'adorato nonno e uno zio. Giuseppe si salva perché si è appena allontanato per seguire una ragazza; rimane tuttavia ferito a un piede; lo braccano; riesce a salvarsi distendendosi dietro un'automobile; da lì riconosce la voce di uno degli assassini che richiama in auto il complice.
Alcuni mesi più tardi un altro suo zio, onesto padre di famiglia, viene massacrato senza pietà solo perché di cognome fa Grassonelli, lasciando orfani quattro bambini.
I maschi dei Grassonelli sopravvissuti allo sterminio (tra cui suo padre) vengono successivamente tutti arrestati. Giuseppe è l’unico che rimane in libertà. Ripara di nuovo in Germania, ma nemmeno lì lo lasciano in pace. Dopo essere sfuggito a ben quattro agguati, si organizza per tornare in Sicilia e vendicarsi. Diventa leader di un clan della stidda, che raccoglie i mafiosi fuoriusciti da Cosa Nostra, e inizia a farsi giustizia da solo. Durante l'anno di militare ha imparato l'uso delle armi. Uccide più volte e non soltanto per vendicare i familiari massacrati senza pietà, finché viene arrestato nel novembre del 1992.
(Giuseppe Grassonelli, Malerba, Mondadori)
In carcere matura un percorso di redenzione e pentimento. Studia, si laurea in lettere. Racconta la sua storia in un libro, Malerba, scritto in compagnia del giornalista, nonché suo mentore letterario, Carmelo Sardo. Dal carcere continua a testimoniare la necessità del rispetto della Legge, che unica può regolare il comportamento degli uomini. Nel 2016 viene realizzato un documentario dal titolo Ero malerba che ha vinto dei premi in alcuni festival cinematografici.
Attualmente, dopo moltissimi trasferimenti e un lungo periodo al 41bis, è detenuto nel carcere di Opera a Milano in alta sicurezza.

## Clan Grassonelli
Fondatore di un sottogruppo della stidda, Grassonelli.

## Filmografia
- Ero malerba, (2016) regia di Toni Trupia